# Eusébio (lontra)
Eusébio era uma lontra que foi trazida em Setembro de 1997, já em idade adulta, para o Oceanário de Lisboa. O seu nome é uma homenagem ao jogador de futebol Eusébio. Morreu a 12 de Maio de 2010, com cerca de 20 anos, próximo da longevidade média destes animais. Eusébio era proveniente do Alasca. Segundo o jornal Correio da Manhã, pela altura da sua morte, mais de quatorze milhões de pessoas visitaram-no no Oceanário, juntamente com a outra lontra da Exposição, a Amália. Eusébio e Amália tiveram três crias, que foram emprestadas a outros oceanários de Roterdão e Vancouver.

## Expo'98
Eusébio e Amália foram trazidas para Portugal para fazerem parte do então Pavilhão dos Oceanos, da Expo'98, em Lisboa. O casal de lontras eram uma das principais atracções do Pavilhão dos Oceanos.
A primeira cria do casal foi baptizada de Maré, ainda durante a Expo'98. As outras crias não tiveram nome, de modo a evitar a criação de laços afectivos com os tratadores, segundo o biólogo João Falcato, administrador-delegado do Oceanário.